# Amami Tsubasa
Amami Tsubasa (天海 つばさ 8 tháng 3 năm 1988 –) là một nữ diễn viên khiêu dâm người Nhật Bản.

## Sự nghiệp
Tháng 10/2009, cô ra mắt ngành phim khiêu dâm từ hãng Idea Pocket với phim "FIRST IMPRESSION 44".
7/3/2011, cô nhận giải Asahi Geinō tại Giải thưởng truyền hình phim khiêu dâm SkyPerfecTV! của SkyPerfecTV!. 
Tháng 6 cùng năm, cô đã xuất hiện trong loạt phim "Gangbang hiếp dâm giáo viên nữ" (女教師レイプ輪姦) của dự án hợp tác kỉ niệm 10 năm thành lập MOODYZ.
Tháng 12/2021, cô ra mắt ngành đĩa CD nhạc với tư cách là thành viên của VITCH VITCH. Kể từ đó, cô cũng hoạt động riêng với tư cách ca sĩ.
Cô là một trường hợp hiếm có khi đã hoạt động với tư cách nữ diễn viên độc quyền trong hơn 10 năm sau khi ra mắt ngành, và vẫn hoạt động với tư cách nữ diễn viên khiêu dâm mặc dù đã hơn 30 tuổi.
Tháng 8/2021, cô xếp thứ 45 trong "Bảng xếp hạng FLASH 2021 diễn viên nữ gợi cảm chọn bởi 300 độc giả".

## Đời tư
- Cô sinh ra tại Hiroshima (một số phương tiện[5] cho là Tokyo).
- Sở thích của cô là chơi với thú cưng.[6]
- Cô thường được nói là có tính cách của một nữ hoàng vì vẻ bề ngoài của cô, tuy nhiên theo nhà văn Kurume Apollo, cô có "kiểu người chị gái thân thiện".[7] Cá nhân cô đã đánh giá kiểu người của mình là "hướng nội" (陰キャ) nhút nhát.[8]
- Vì cô yêu theo cảm giác, cô không có một mẫu người lí tưởng cụ thể, và cô không thích những người ở bẩn và xả rác.[7]
- Mặc dù cô không biết chơi thể thao, cô rất tò mò về nó, và cô đã nói rằng cô là người phải trải nghiệm tất cả mọi thứ ít nhất một lần.[7]